# Oryctina atrolineata
Oryctina atrolineata är en tvåhjärtbladig växtart som beskrevs av Kuijt. Oryctina atrolineata ingår i släktet Oryctina och familjen Loranthaceae. Inga underarter finns listade i Catalogue of Life.